# The Raging Fire
The Raging Fire è il primo album in studio di Billy Greer, inciso insieme alla band Seventh Key e pubblicato nel 2004.

## Tracce
1. The Sun Will Rise – 8:22
2. Always from the Heart – 6:18
3. You Cross the Line – 5:17
4. An Ocean Away – 2:17
5. The Raging Fire – 4:38
6. Sin City – 5:19
7. It Should Have – 5:12
8. Run – 4:50
9. Pyramid Princess – 5:05

## Formazione
- Billy Greer – voce, basso, chitarra